# Geomundo

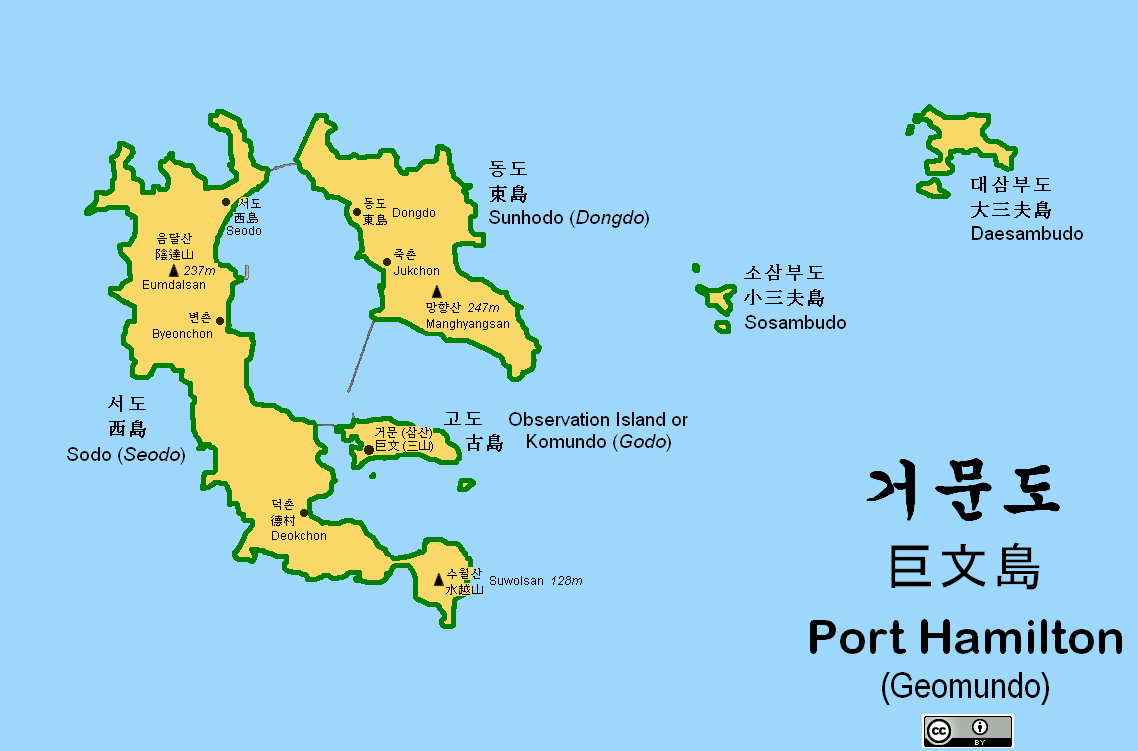
Karte mit der Inselgruppe und den benachbarten Inseln

Geomundo (koreanisch 거문도) ist eine südlich der koreanischen Halbinsel vorgelagerte, zu Südkorea gehörige Inselgruppe.

## Namensherkunft
Zuvor war die Insel in China unter dem Namen „Geomado“ bekannt, doch als der chinesischen Admiral Ding Ruchang (丁汝昌) von einem Gelehrten der Insel beeindruckt war, nannte er sie „Geomundo“, was im Chinesischen übersetzt soviel bedeutet wie „die Insel der Gelehrten“.

## Geographie
Die aus drei Inseln bestehende Inselgruppe befindet sich rund 86 km südwestlich von Yeosu (여수시) und rund 103 km südsüdwestlich von Suncheon (순천시) im östlichen Teil der Jeju-Meerenge (제주해협). Jejudo (제주도), als größte Insel des Gewässers und Namensgeber der Meerenge, befindet sich rund 67 km südwestlich von Geomundo.
Zu den drei Inseln der Gruppe, die sich ringförmig um ein innenliegendes Gewässer, das Donaehae (도내해) genannt wird, schließen, gehören:
- Seodo (서도), als die westlich liegende größte Insel der Gruppe, weist sie eine maximale Länge von rund 7,5 km auf und misst an ihrer breitesten Stelle rund 1,8 km. Die höchste Erhebung der Insel stellt der Eumdalsan (음달산) mit 237 m dar.
- Dongdo (동도) ist die zweitgrößte Insel der Gruppe, befindet sich an der östlichen Seite, besitzt eine Länge von rund 4,0 km und eine Breite von maximal 1,95 km. Der Manghyangsan (망향산) stellt mit einer Höhe von 247 m die höchste Erhebung der Insel dar.
- Godo (고도) ist die kleinste Insel der Gruppe. Sie befindet sich zwischen den beiden anderen an der südöstlichen Seite. Diese Insel kommt lediglich auf eine Länge von 1,5 km und eine Breite von maximal 440 m, bei etwas über 80 m Höhe.[2][3]

Die Inseln sind mittels Brücken miteinander verbunden und das innenliegenden Gewässer mittels Barrieren von der rauen See geschützt. Zwischen Seodo und Godo ist ein Seehafen angelegt, die einzelnen Dörfer der Insel haben jedoch zum innenliegenden Gewässer jeweils ihre eigenen Anlegestellen und kleine Hafenanlagen für die Fischer.
Östlich der Inselgruppe befinden sich in direkter Nachbarschaft noch die Inseln Sosambudo (소삼부도) und Daesambudo (대삼부도), jeweils rund 2 km und 5 km entfernt.
Die Inselgruppe, die verwaltungstechnisch zu Yeosu und der Provinz Jeollanam-do (전라남도) gehört, ist mittels einer Passagierfähre von Yeosu aus zu erreichen, die in der Regel je nach Wetterverhältnissen zwei Mal pro Tag zwischen den Inseln und dem Festland verkehrt.

## Geschichte
1845 fand die Inselgruppe erstmals in einem Logbuch der britischen Royal Navy Erwähnung, als das Kriegsschiff Samarang in den innenliegenden Teil der Inselgruppe einlief und ihn die Briten als idealen Schutzhafen für ihre Schiffe ansahen. Sie tauften die Insel Port Hamilton, nach dem damaligen Sekretär der britischen Admiralität, Kapitän W. A. B. Hamilton.
Am 15. April 1885 liefen drei Schiffe der Ostasienflotte der Royal Navy in den Naturhafen der Inselgruppe ein, hissten die britische Flagge und legten Verteidigungsanlagen an. Sie brachen damit das Völkerrecht und verteidigten ihre Besetzung der Insel mit der Gefahr der Einflussnahme der russischen Kriegsflotte in südliche Gewässer. Joseon unter der Herrschaft von König Gojong (고종 광무제), war zu schwach um gegen die britische Okkupation zu reagieren und akzeptierte dies stillschweigen. Im Februar 1887 zogen sich die britischen Einheiten von der Insel unter der Zusicherung wieder zurück, dass die russische Kriegsmarine sich von der Inselgruppe fernhält.

## Dadohaehaesang-Nationalpark
Die Inselgruppe zusammen mit ihren beiden Nachbarinseln gehören zum Dadohaehaesang-Nationalpark (다도해해상국립공원), der die Insel der Südwestküste der koreanischen Halbinsel umfasst.